# Киндзерский, Юрий Иванович
Юрий Иванович Киндзерский (укр. Юрій Іванович Кіндзерський, 26 августа 1966, Добромиль, Львовская область, УССР, СССР) — украинский предприниматель. Президент ФК «Львов» в 2006—2011 годах. Бывший председатель правления ЗАО «Украинская страховая компания „Княжа“». Сейчас деятельность бизнесмена связывают со страховой компанией «Лафорт».

## Биография
В 1989 году окончил Киевский торгово-экономический институт (факультет «Товароведение и торговля непродовольственными товарами») по специальности «Товаровед высшей категории». В том же году начал работать в объединении «Промтовары» (Ровно).
В 1992 году избран на должность директора Государственно-коммунального предприятия «РМТ». В 1994 году избран Председателем ЗАО «РМТ», где работал до 1998 года.
В 2001 году начал деятельность в сфере страхования. В 2004 году получил второе высшее образование в Национальной юридической академии Украины имени Ярослава Мудрого по специальности «Правоведение» (квалификация «Юрист»).
С января 2006 года по 12 февраля 2010 года — председатель правления ЗАО «Украинская страховая компания „Княжа“». С мая 2006 года по сентябрь 2011 года — президент ФК «Львов». В августе 2011 года во «Львове» обострился финансовый кризис, из-за чего Киндзерский заявил, что готов безвозмездно отдать клуб любому, кто готов его финансировать. Если бы такого человека не нашлось, Киндзерский намеревался снять команду с соревнований в Первой лиге. В середине сентября появилась информация, что новый владелец клуба нашелся, а 23 сентября были улажен все юридические нюансы. Поэтому 24 сентября стало известно, что новым владельцем «Львова» стал председатель Федерации футбола Львовской области Ярослав Грисьо.
Награждён орденом «За заслуги» III степени.
Женат. Воспитывает сына и дочь.